# Anne of Windy Poplars
Série Anne Shirley
Miss Carrott (1934)
Pour plus de détails, voir Fiche technique et Distribution.
Anne of Windy Poplars est un film américain en noir et blanc réalisé par Jack Hively, sorti en 1940.
Basé sur le quatrième roman de la série Anne, écrit par Lucy Maud Montgomery en 1936, ce film fait suite au film de 1934, Miss Carrott, toujours avec Anne Shirley dans le rôle-titre. Il ne rencontra toutefois pas le succès de 1934.

## Synopsis
Anne Shirley vient d'épouser Gilbert Blythe. Elle prend un poste d'enseignante dans une école prestigieuse mais loin de chez elle. Elle est bien reçue par sa famille d'accueil, mais le reste de la ville, dirigée par le puissant clan Pringle, la prend en grippe...

## Fiche technique
- Titre : Anne of Windy Poplars
- Réalisation : Jack Hively
- Scénario : Michael Kanin et Jerome Cady d'après le roman de Lucy Maud Montgomery
- Photographie : Frank Redman
- Montage : George Hively
- Musique : Roy Webb
- Costumes : Edward Stevenson
- Producteur : Cliff Reid, Lee S. Marcus
- Société de distribution : RKO Pictures
- Pays de production :  États-Unis
- Format : noir et blanc - 1,37:1 - son : Mono (RCA Recording System)
- Genre : drame
- Durée : 120 minutes
- Date de sortie :
  - États-Unis : 28 juin 1940

## Distribution
- Anne Shirley : Anne Shirley
- James Ellison : Tony Pringle
- Henry Travers : Matey
- Patric Knowles : Gilbert Blythe
- Slim Summerville : Jabez Monkman
- Elizabeth Patterson : Rebecca
- Louise Campbell : Catherine Pringle
- Joan Carroll : Betty Grayson
- Katharine Alexander : Ernestine Pringle
- Minnie Dupree : Kate
- Alma Kruger : Mme Stephen Pringle
- Marcia Mae Jones : Jen Pringle
- Ethel Griffies : Hester Pringle
- Clara Blandick : Mme Morton Pringle
- Gilbert Emery : Stephen Pringle